# Gnophomyia toschiae
Gnophomyia toschiae är en tvåvingeart som beskrevs av Alexander 1966. Gnophomyia toschiae ingår i släktet Gnophomyia och familjen småharkrankar. Inga underarter finns listade i Catalogue of Life.